# Zwartscheendoek
De zwartscheendoek (Pygathrix nigripes) is een zoogdier uit de familie van de apen van de Oude Wereld (Cercopithecidae). De wetenschappelijke naam van de soort werd voor het eerst geldig gepubliceerd door Henri Milne-Edwards in 1871.
De typelocatie is Saigon, Vietnam. De soort komt voor in zuidelijk Vietnam en Cambodja ten oosten van de Mekong.